# Bouzonville-en-Beauce
 (novembre 2024).
Si vous disposez d'ouvrages ou d'articles de référence ou si vous connaissez des sites web de qualité traitant du thème abordé ici, merci de compléter l'article en donnant les références utiles à sa vérifiabilité et en les liant à la section « Notes et références ».
Pour les articles homonymes, voir Bouzonville (homonymie).
Bouzonville-en-Beauce est une ancienne commune française du département du Loiret en région Centre-Val de Loire. Elle est associée à la commune de Pithiviers-le-Vieil depuis 1972.